# Solariorbis petitii
Solariorbis petitii is een slakkensoort uit de familie van de Tornidae. De wetenschappelijke naam van de soort is voor het eerst geldig gepubliceerd in 1857 door P. Fischer.